# 시로이코이비토 파크
시로이코이비토 파크(일본어: 白い恋人パーク, 영어: SHIROI KOIBITO PARK)는 일본 홋카이도 삿포로시 니시구에 위치한 과자 테마파크로, 이시야 제과의 본사이기도 하다.
시로이코이비토의 생산 라인을 견학 할 수 있으며, 과자 만들기 체험, 공방 골동품 수집 및 초콜릿의 역사에 관한 전시, 미니 기차, 로즈 가든, 상점, 카페, 레스토랑 등이 있다. 또한 홋카이도 콘사도레 삿포로의 전용 연습장 미야노사와 시로이코이비토 축구장 클럽 사무실이나 공식 숍 CONSA BASE가 병설되어 있다.